# Otto Loewi
Otto Loewi (Francoforte sul Meno, 3 giugno 1873 – New York, 25 dicembre 1961) è stato un farmacologo tedesco naturalizzato statunitense, vincitore del Premio Nobel per la medicina nel 1936 con Henry Hallett Dale.

## Biografia
Docente presso l'Università di Graz in Austria, si trasferì durante il regime nazista negli Stati Uniti, dove insegnò presso l'Università di New York, città dove morì nel 1961.
I suoi studi si incentrarono sulla farmacologia delle sostanze che agiscono sul sistema nervoso autonomo, sia sul simpatico che sul parasimpatico, scoprendo i mediatori chimici attivi nel funzionamento dei nervi e dei muscoli.
Per queste scoperte venne insignito del Premio Nobel per la medicina nel 1936.